# Ernst Elster (Germanist)

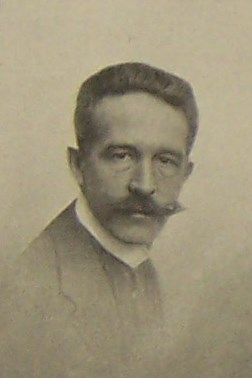
Ernst Elster

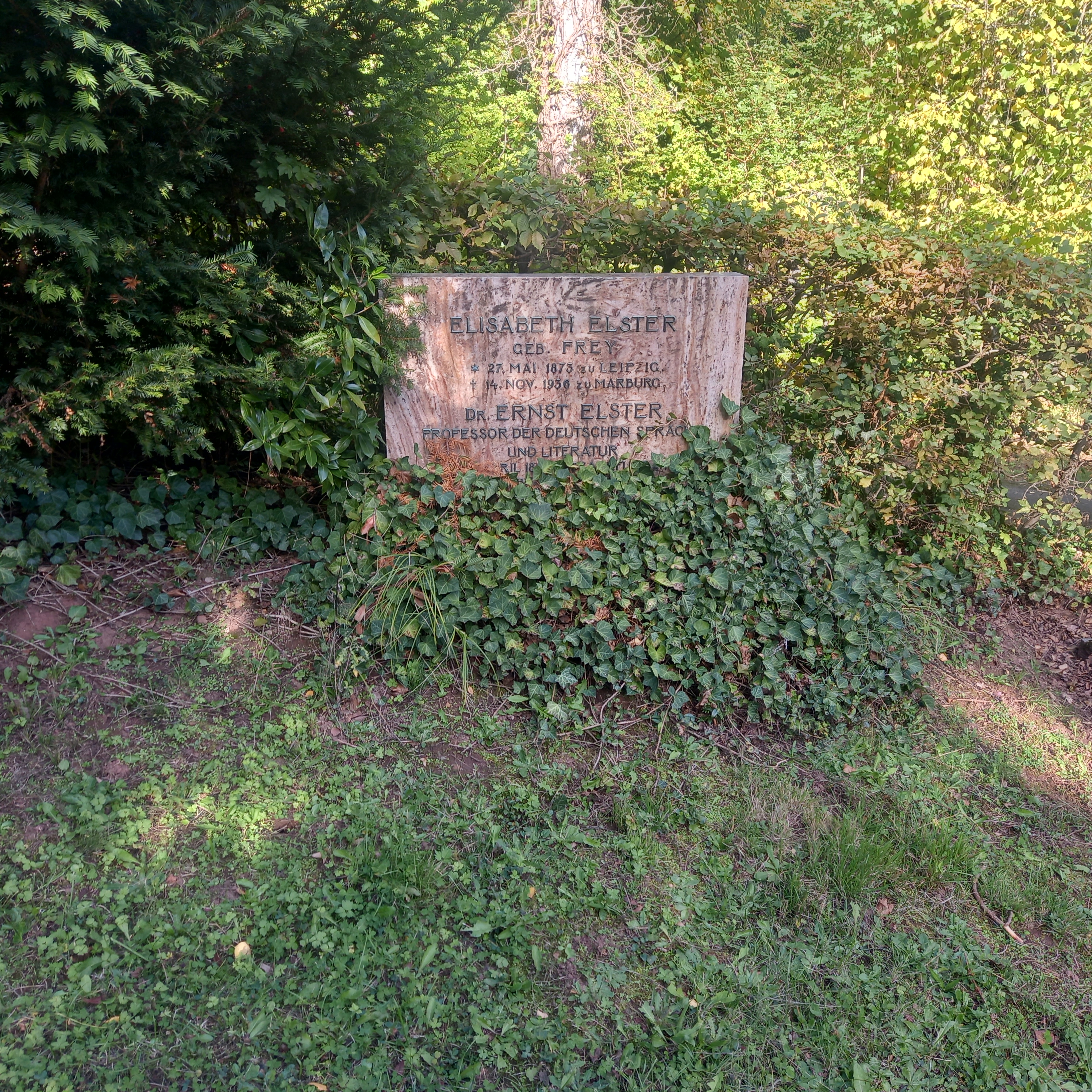
Das Grab von Ernst Elster und seiner Ehefrau Elisabeth geborene Frey auf dem Hauptfriedhof Marburg

Ernst August Eduard Jakob Elster (* 26. April 1860 in Frankfurt am Main; † 6. Oktober 1940 in Marburg) war ein deutscher Schriftsteller und Germanist. Von 1895 bis 1928 war er Professor an der Universität Marburg.

## Leben
Elster legte das Abitur 1879 an der Thomasschule Leipzig ab. 1879 bis 1884 studierte er Rechtswissenschaften, Nationalökonomie, Kameralwissenschaft und Philologie in Tübingen, Jena, Leipzig und Berlin. 1884 erfolgte bei Friedrich Zarncke die Promotion zum Dr. phil. in Philologie an der Universität Leipzig zu Beiträge zur Kritik des Lohengrin. 1888 folgte die Habilitation für Deutsche Literatur und Sprache an der Universität Leipzig zur Entstehungsgeschichte des Don Carlos. Von 1886 bis 1888 arbeitete Elster als Lektor an der Universität Glasgow.
1888 bis 1892 war Elster Privatdozent für Deutsche Literatur und Sprache an der Philosophischen Fakultät der Universität Leipzig, 1892 bis 1895 dort außerordentlicher Professor für Deutsche Literatur und Sprache, 1895–1903 außerordentlicher Professor für Neuere Deutsche Sprache und Literatur an der Universität Marburg, 1904–1928 Ordinarius für Neuere Deutsche Sprache und Literatur an der Universität Marburg. Seit 1921 war Elster Ehrenmitglied der Wissenschaftlichen Verbindung Rheinfranken, der späteren Marburger Burschenschaft Rheinfranken. Eine Gastprofessur hatte er 1914 unmittelbar vor dem Ersten Weltkrieg an der Cornell University in Ithaca/USA. Einen Ruf nach London lehnte er 1903 ab. Schüler waren u. a. Hans Böttcher, Willi Flemming, Harry Maync, Rudolf Fahrner und Max Kommerell. Über die stellvertretende Leitung des Wissenschaftlichen Prüfungsamtes Marburg und den Vorsitz im Deutschen Germanistenverband (1912–1922) beeinflusste er stark die Lehrerbildung.
Im Ersten Weltkrieg trat er als Rektor der Universität Marburg 1915/16 auch als nationalistischer Redner auf, war aber nach 1918/19 republiktreu und als Herausgeber der maßgeblichen Heinrich-Heine-Ausgabe in Distanz zum Antisemitismus. Im November 1933 unterzeichnete er das Bekenntnis der deutschen Professoren zu Adolf Hitler und dem nationalsozialistischen Staat.

## Forschung
Elster strebte eine Erfassung der literarischen Stilformen mit Hilfe der Wundt’schen Apperzeptionspsychologie an. Ergebnisse dieser Untersuchungen veröffentlichte er im zweiten Band seines Werkes Prinzipien der Literaturwissenschaft.

## Publikationen (Auswahl)
- Prinzipien der Literaturwissenschaft. 2 Bde., Niemeyer, Halle 1897–1911.
- Deutschtum und Dichtung. Rede, gehalten beim Antritt des Rektorats der Philipps-Universität zu Marburg am 24. Oktober 1915. Elwert, Marburg, 1915. (= Marburger akademische Reden; Nr. 33).
- Gotthold Ephraim Lessing. Rede zur Zweihundertjahrfeier von Lessings Geburt gehalten in der Aula der Universität Marburg am Tage der Reichsgründungsfeier 1929. Elwert, Marburg, 1929. (= Marburger akademische Reden; Nr. 48).
- Die Heine-Sammlung Strauß, ein Verzeichnis. Elwert, Marburg 1929. Digitalisat

## Herausgeberschaft
- (Hrsg.): Heinrich Heines sämtliche Werke. Kritisch durchgesehene u. erläuterte Ausgabe. 7 Bde., Bibliographisches Institut, Leipzig u. Wien, 1887–1890. (= Meyers Klassiker-Ausgaben.)
- (Hrsg.): Beiträge zur deutschen Literaturwissenschaft. 40 Bde. (1907–1931).